# Bolesław Kostkiewicz
Bolesław Kostkiewicz (ur. 25 lipca 1908 w Jaśle, zm. 23 marca 2011 w Zielonej Górze) – polski dowódca wojskowy, pułkownik Wojska Polskiego, Honorowy Prezes Rodziny Jazłowieckiej, inżynier leśnik, zasłużony dla polskiego łowiectwa, nestor myślistwa lubuskiego.

## Życiorys

### Dzieciństwo i młodość
Urodził się 25 lipca 1908 r. w Jaśle w zaborze austriackim. Studiował na Akademii Rolniczej w Dublanach k. Lwowa. Po całkowitym zniszczeniu zabudowy podczas wojny polsko-ukraińskiej Akademię przeniesiono do Lwowa, gdzie utworzono osobny Oddział Rolniczy. W 1935 ukończył studia na Wydziale Rolniczo-Lasowym Politechniki Lwowskiej. Po odbyciu zasadniczej służby wojskowej skierowany do 14 Pułku Ułanów Jazłowieckich we Lwowie.

### II wojna światowa
W sierpniu 1939 r. zmobilizowany do czynnej służby, uczestnik kampanii wrześniowej w stopniu porucznika rez. Walczył nad Bzurą, brał udział w bitwach pod Górkami Kampinoskimi, Sierakowem i szarży pod Wólką Węglową jako dowódca 1 plutonu w 4 szwadronie 14 PUJ oraz w obronie Warszawy. Od 16 września przejął dowodzenie szwadronem po poległym por. Alfredzie Godlewskim. Za obronę Warszawy odznaczony Krzyżem Walecznych. Od października 1939 r. do stycznia 1945 r. jako jeniec wojenny przebywał w Oflagu II C Woldenberg (ob. Dobiegniew).

### Okres powojenny

#### Praca leśnika w Lasach Państwowych
Po uwolnieniu z oflagu pracował w Lasach Państwowych. Pionier administracji leśnej na Ziemiach Zachodnich. W 1945 r. na ziemi świebodzińskiej zorganizował Nadleśnictwo Ołobok z siedzibą w Złotym Potoku (obecnie w zasięgu Nadleśnictwa Świebodzin), gdzie przepracował prawie 30 lat na stanowisku nadleśniczego. Od 1974 r. przebywał na emeryturze w randze podpułkownika w stanie spoczynku.
Wielokrotnie odznaczany i wyróżniany – m.in. 25 lipca 2008 r. został odznaczony przez Prezydenta RP Lecha Kaczyńskiego Krzyżem Oficerskim Orderu Odrodzenia Polski za wybitne zasługi dla niepodległości Rzeczypospolitej Polskiej oraz osiągnięcia w działalności na rzecz rozwoju polskiego leśnictwa.

#### Działalność w PZŁ
Był zapalonym myśliwym i wieloletnim działaczem Polskiego Związku Łowieckiego. Myśliwym został w czasach II Rzeczypospolitej, członek Małopolskiego Towarzystwa Łowieckiego we Lwowie. Po II wojnie światowej należał do grona założycieli Stowarzyszenia Łowieckiego w Świebodzinie. W styczniu 1946 r. założył jedno z pierwszych kół myśliwskich na ziemi lubuskiej, które funkcjonuje obecnie jako Koło Łowieckie „Odyniec” w Świebodzinie, a od 1996 był jego honorowym prezesem.
Na początku lat 50. pozbawiony został możliwości polowania. Był członkiem Polskiego Stronnictwa Ludowego i z przyczyn politycznych cofnięto mu pozwolenie na broń myśliwską.
Wiosną 1958 r. zebrał 8 myśliwych, przeważnie leśników i 20 czerwca zorganizował zebranie założycielskie Koła Łowieckiego we wsi Skąpe. Uchwalono i podpisano Statut Koła, nadając mu istniejącą do dzisiaj nazwę „Ponowa”. Późną jesienią 1958 r. poprowadził pierwsze polowanie, podczas którego pozyskano zwierzynę łowną: 5 dzików, 22 zające i 3 lisy. Koło Łowieckie „Ponowa” w Skąpem posiada obecnie odpowiednią liczbę urządzeń łowieckich: 75 ambon, 45 wysiadek, 15 paśników, 110 lizawek, 13 buchtowisk oraz pola uprawne, poletka zgryzowe i żerowe, a dokarmianie zwierzyny prowadzone jest w cyklu całorocznym.
W pierwszej połowie lat 70., po przejściu na emeryturę i zmianie miejsca zamieszkania rozstał się z KŁ „Ponowa” i przeniósł się do KŁ „Dąbrowa” w Świebodzinie, którego członkiem był do śmierci.
Przez wiele lat będąc członkiem Polskiego Związku Łowieckiego pełnił różne funkcje we władzach wojewódzkich, okręgowych PZŁ w Zielonej Górze. Był członkiem Wojewódzkiej Rady Łowieckiej, członkiem Sądu Łowieckiego, członkiem Komisji Hodowlanej, Oceny i Wyceny Trofeów, Komisji Odwoławczej Oceny Trofeów. Jako delegat na Krajowy Zjazd PZŁ kilkakrotnie reprezentował myśliwych lubuskich. 25 lipca 2008 r. otrzymał Złoty Kordelas Leśnika Polskiego.
22 grudnia 2009 r. w uznaniu zasług w walkach o niepodległość państwa polskiego został awansowany do stopnia pułkownika przez ministra obrony narodowej.
Zmarł 23 marca 2011 r. w Zielonej Górze.

## Odznaczenia i wyróżnienia
- Krzyż Oficerski Orderu Odrodzenia Polski (25 lipca 2008)[2]
- Krzyż Kawalerski Orderu Odrodzenia Polski
- Krzyż Walecznych – dwukrotnie
- Medal „Za udział w wojnie obronnej 1939”;
- Medal Rodła
- Medal „Pro Memoria”
- Odznaka Honorowa „Złom” (Polski Związek Łowiecki)
- Medal Św. Huberta
- Złoty Medal „Zasługi Łowieckiej”
- Złoty Medal „Za zasługi dla łowiectwa zielonogórskiego”
- Złoty Kordelas Leśnika Polskiego (25 lipca 2008)